# Agatha Barbara
Agatha Barbara (Zabbar, 11 marzo 1923 – Zabbar, 4 febbraio 2002) è stata una politica maltese, prima donna ministra e prima donna Presidente della Repubblica di Malta.
Fu insegnante di scuola dai primi anni 1940 fino al 1947, anno in cui divenne la prima e unica donna eletta nel Parlamento maltese. Deputata maltese fino al 1981, fu Ministro dell'Istruzione di Malta nel governo laburista di Dom Mintoff dal 1955 al 1958 ed istituì l'istruzione obbligatoria per i bambini, portando così all'assunzione di centinaia di nuovi insegnanti. Nel 1958 fu condannata a 43 giorni di lavori forzati per aver fatto il picchetto durante lo sciopero nazionale che seguì alle dimissioni di Dom Mintoff.
In un successivo governo laburista, fu di nuovo Ministro dell'Istruzione tra il 1971 ed il 1974, per poi diventare Ministro del Lavoro, della Cultura e del Welfare e vice Primo Ministro.
Dal 1982 al 1987 Agatha Barbara servì come Presidente della Repubblica di Malta, prima donna a ricoprire il ruolo di capo di Stato.

## Biografia

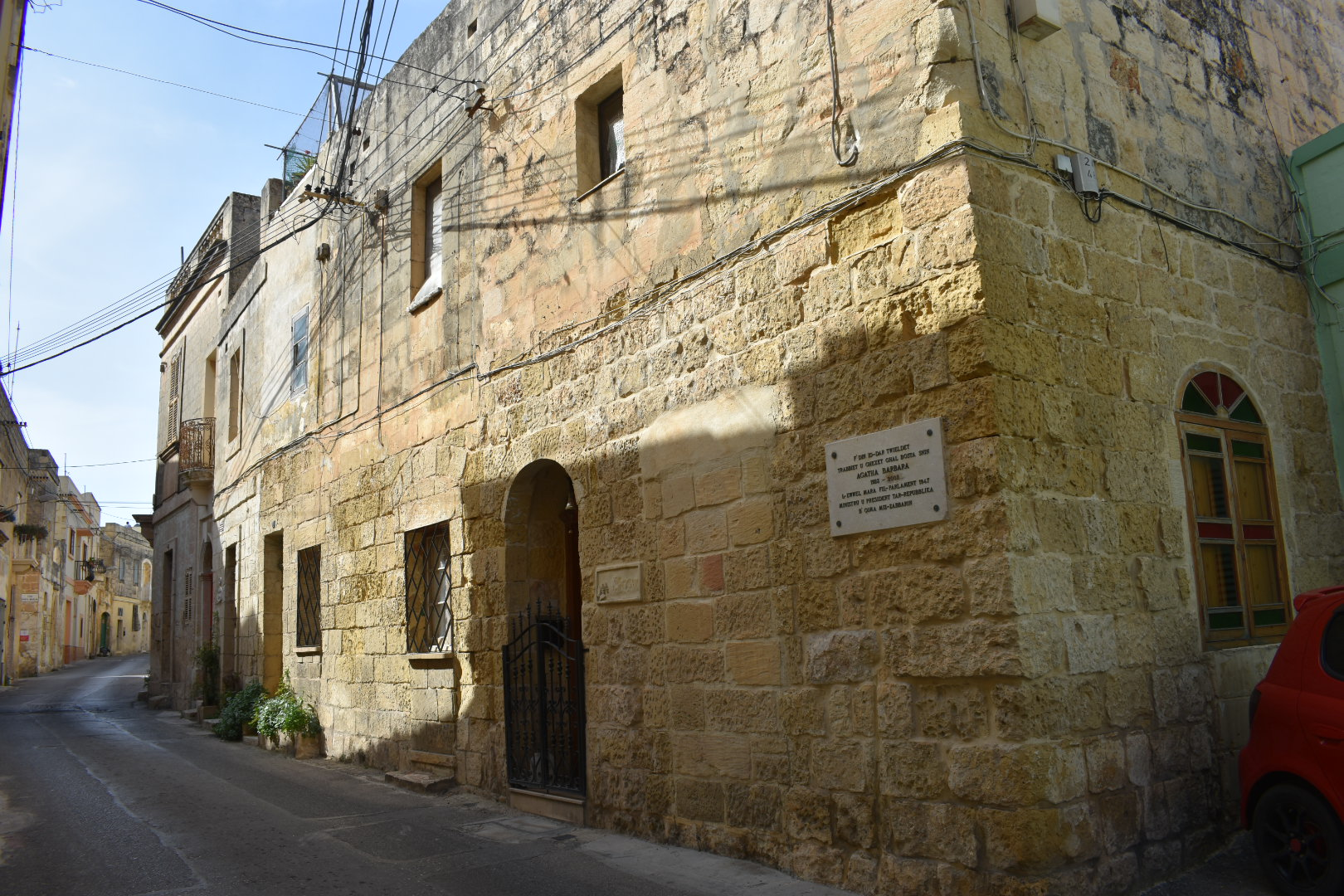
Luogo di nascita di Agatha Barbara a Żabbar

Barbara è nata a Żabbar, Malta, nel 1923. Suo padre lavorava per un magro stipendio come pilota di rimorchiatori per la Royal Navy. Agatha era la seconda di nove figli; supplicò i suoi genitori di mandarla a scuola e poté frequentare il ginnasio alla Valletta, ma la Seconda guerra mondiale le impedì di continuare al liceo. Doveva lavorare come guardiano di rifugi antiaerei e supervisionare una delle cucine allestite dall'esercito britannico per nutrire la popolazione.
Dopo la guerra divenne insegnante di scuola e si dedicò alla politica. Barbara è diventata membro del Partito laburista di Malta (MLP), è stata molto attiva negli affari di partito, è diventata membro del comitato esecutivo del partito laburista, ha guidato il ramo femminile del partito e ha fondato il Movimento politico femminile a Malta.

## Carriera politica
Nel 1947, Malta godeva solo di un autogoverno limitato. La questione dei diritti di voto delle donne era stata sollevata dall'Associazione delle donne di Malta e dal Partito Laburista di Malta contro le forti proteste della Chiesa. La proposta venne adottata a maggioranza ristretta. Gli scontri spinsero Barbara a mostrare cosa potevano fare le donne, quindi quando la gente la incoraggiò, si presentò alle elezioni nel 1947. Barbara fu la prima e unica donna eletta tra i 40 parlamentari maltesi, ed è stata l'unica donna candidata a concorrere con successo in dieci elezioni consecutive, fino al 1982, quando ha rassegnato le dimissioni per assumere il ruolo di Presidente.
Agatha Barbara divenne nota come forte difenditrice delle riforme economiche e sociali. Fu la prima donna ministra a Malta e fino alla fine degli anni '90 l'unica. Quando il Partito Laburista salì al potere, fu nominata Ministro dell'educazione dal premier Dom Mintoff per tre anni, dal 1955 - 1958. In quel periodo Barbara ha intrapreso riforme globali: ha istituito un'istruzione di base obbligatoria a tempo pieno per tutti i bambini, ha fondato un collegio di formazione per insegnanti e scuole speciali per disabili, ha reso la scuola secondaria gratuita e ha offerto lezioni di scienze per ragazze e ragazzi.
Nel 1958 i rapporti tra inglesi e maltesi si deteriorarono. Proteste scoppiarono nelle strade e Mintoff si dimise. Barbara partecipò alle manifestazioni e fu condannata a 43 giorni "di duro lavoro".
Quando Mintoff tornò al potere nel 1971, Agatha Barbara fu nuovamente nominata Ministra della Pubblica Istruzione. L'istruzione di base obbligatoria venne estesa dai 14 ai 16 anni, vennero istituite scuole tecniche e commerciali e vennero abolite le tasse universitarie.
Nel 1974 Barbara fu nominata Ministra del lavoro, della cultura e del benessere. Come tale lavorò per ridurre la disoccupazione e migliorare la retribuzione e le condizioni dei lavoratori e le relazioni industriali. Ha introdotto una legge sulla parità salariale per donne e uomini, congedo di maternità retribuito, la settimana lavorativa di 40 ore e assegni di vecchiaia e di disoccupazione. Ha anche istituito una serie di musei nazionali.
Nel 1976 Agatha Barbara divenne Vicepresidente del gruppo parlamentare laburista, ma non del partito, e Vice Primo Ministro. Per periodi più brevi ha lavorato come vice di Mintoff.
Barbara ha anche avuto un ruolo di primo piano nella protezione del patrimonio culturale maltese, svolgendo un ruolo cruciale nel restauro di edifici storici a Mdina e Valletta e promuovendo il loro uso come musei.

## Presidenza

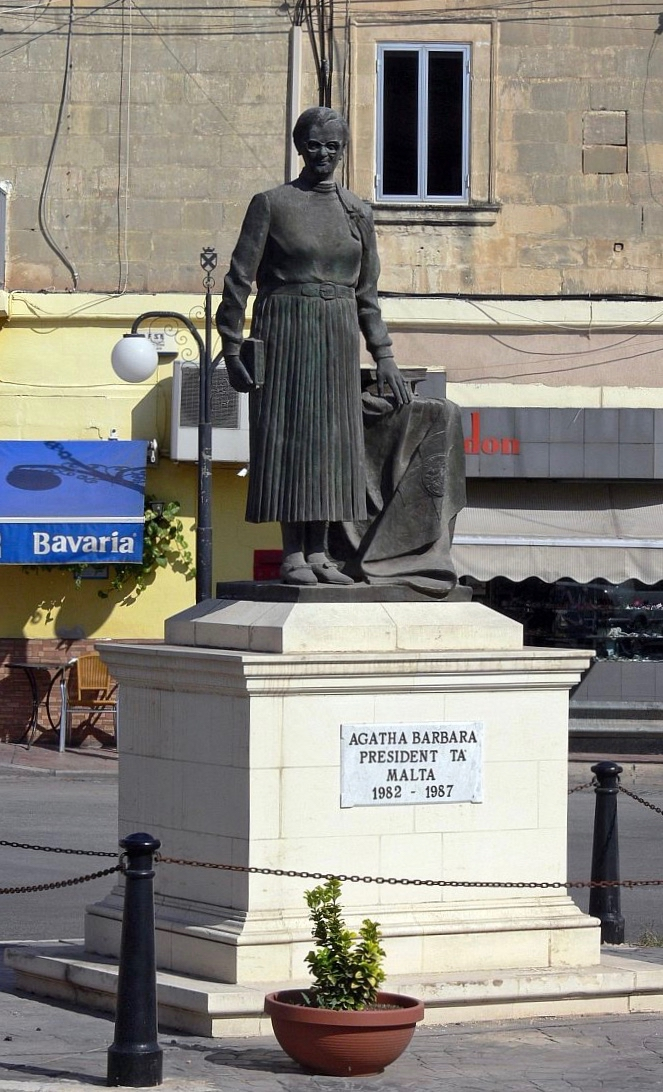
Statua dedicata ad Agatha Barbara a Żabbar.

Nel 1981 le elezioni portarono a una crisi costituzionale perché il Partito Nazionalista (PN), pur avendo vinto la maggioranza dei voti, aveva ottenuto solo una minoranza dei seggi in parlamento: 31 contro i 34 per i laburisti. Il PN boicottò il parlamento e organizzò proteste.
Il primo ministro Dom Mintoff nominò Barbara come prima donna Presidente di Malta.
Il 16 febbraio 1982, a 59 anni, Barbara fu eletta terza Presidente della Repubblica di Malta, dopo Anthony Mamo ed Anton Buttigieg: la prima donna ad aver ricoperto tale ruolo (la seconda è Marie Louise Coleiro Preca, dal 4 aprile 2014).  Nonostante la figura di presidente sia pressoché solo cerimoniale, Barbara riuscì a risolvere la crisi costituzionale, che portò a nuove elezioni vinte dal Partito Nazionalista.
Alla scadenza del suo mandato presidenziale nel 1987 si ritirò a vita privata nel suo villaggio natale, Żabbar, dove morì nel 2002.
Barbara è apparsa su una serie di banconote maltesi emesse nel 1986.  Un monumento in suo onore è stato istituito a Żabbar il 23 aprile 2006 dall'allora presidente di Malta, Edward Fenech Adami.

## Vita privata
Barbara non è mai stata sposata. L'autore maltese-australiano Joseph Chetcuti ha affermato che Barbara fosse lesbica nel suo libro del 2009 sulla storia LGBT di Malta, sulla base di interviste con i suoi contemporanei.
Nel 2014 presunte "lettere romantiche" scritte da Barbara a Derek Barnes, un segnalatore della Royal Navy di stanza a Malta durante la seconda guerra mondiale, furono rese pubbliche dalla sorella di Barnes.

## Memoria
Una vecchia serie di banconote maltesi riportava il suo ritratto ed un monumento in suo onore fu inaugurato dall'allora Presidente di Malta, Edward Fenech-Adami, a Żabbar il 23 aprile del 2006.

## Onorificenze

### Onorificenze maltesi
Personalmente è stata insignita del titolo di: